# José Miguel Camus
José Miguel Camus Vargas es un exmúsico e ingeniero en sonido chileno. Fue miembro de la banda Curacas, grupo estable de la Peña de los Parra, y de Inti-Illimani.
Fue luthier de quenas y sicus, además de cantante en registro alto. 

## Biografía
Multiinstrumentista autodidacta de quena, cuatro venezolano y maracas, a comienzos de 1972 se unió a Inti-Illimani reemplazando a Pérez de Arce durante el montaje de Canto para una semilla. Formó parte de la Comisión Musical del grupo desde 1973 junto a Seves, dirigidos por Horacio Salinas. Acompañó a la banda hasta 1978 durante el primer tramo del exilio. Participó en los discos grabados en Italia, desde Viva Chile! hasta Chile resistencia (Inti-Illimani 6). Participó en las canciones de Violeta Parra «Tocata y fuga», «A Luis Emilio Recabarren», «Cai cai vilu» y «Naciste de los leñadores». Se retiró en 1978.
Es ingeniero de sonido titulado en Finlandia, y durante años trabajó en Italia.
- Datos: Q5643985